# Mark Lamsfuß
Mark Lamsfuß (* 19. April 1994 in Wipperfürth) ist ein deutscher Badmintonspieler.

## Karriere
Mark Lamsfuß nahm 2012 und 2013 an den Juniorenweltmeisterschaften teil. 2012 und 2013 wurde er nationaler Juniorenmeister. International siegte er bei den Dutch Juniors und den Belgian Juniors. Weitere Starts folgten bei den Dutch Open 2013, den Bitburger Open 2013, den Scottish Open 2013, den Irish Open 2013, den German Open 2014 und den Dutch Open 2014. Bei den Belgian International 2014 belegte er Rang drei. 2014 wurde er ebenfalls westdeutscher Meister. 2019 siegte er bei den Azerbaijan International. 2020 siegte er im gemischten Doppel bei den Denmark Open mit Isabel Herttrich. Beide gewannen als erste deutsche Paarung in der Historie der im Jahr 1968 eingeführten Europameisterschaften den Titel im Mixed. Im Finale am 30. April 2022 bezwangen die Weltranglisten-Fünfzehnten als Nummer vier der Setzliste Thom Gicquel und Delphine Delrue mit 16:21, 22:20, 21:16. Am selben Tag gewann er auch zusammen mit Marvin Seidel gegen das schottische Doppel Alexander Dunn und Adam Hall den Europameistertitel im Herrendoppel in einem 2-Satz-Spiel (21:17 und 21:16).
Am 29. Juli 2024 beendete er gemeinsam mit seinem Partner Seidel vorzeitig die Olympiateilnahme in Paris, ohne am zweiten Match teilzunehmen. Bereits im Vorfeld hatte er sich eine Knieverletzung zugezogen, sodass das Duo mehr als vier Monate lang kein Spiel bestritten hatten. Das erste Match hatten sie in zwei Sätzen verloren.

## Auszeichnungen
- Deutschlands Sportler des Monats April 2022